# Kowalewszczyzna (rejon ostrowiecki)
Kowalewszczyzna (biał. Кавалеўшчына, Kawaleuszczyna; ros. Ковалевщина, Kowalewszczina) – chutor na Białorusi, w obwodzie grodzieńskim, w rejonie ostrowieckim, w sielsowiecie Michaliszki.

## Warunki naturalne
Chutor położony jest nad Straczą i w pobliżu jeziora Werebie, na terenie Rezerwatu Krajobrazowego Jeziora Soroczańskie. Otoczony jest lasami.

## Historia
Pod zaborami i w II Rzeczypospolitej zaścianek. W XIX i w początkach XX w. położona była w Rosji, w guberni wileńskiej, w powiecie zawilejskim/święciańskim. Po I wojnie światowej pod administracją polską, w Zarządzie Cywilnym Ziem Wschodnich. W latach 1920–1922 w składzie Litwy Środkowej.
Od 11 kwietnia 1922 leżała w Polsce, w województwie wileńskim, w powiecie święciańskim, w gminie Aleksandrowo/Żukojnie.
Po II wojnie światowej w granicach Związku Sowieckiego. Od 1991 w niepodległej Białorusi.